# Liste der spanischen Botschafter in Osttimor

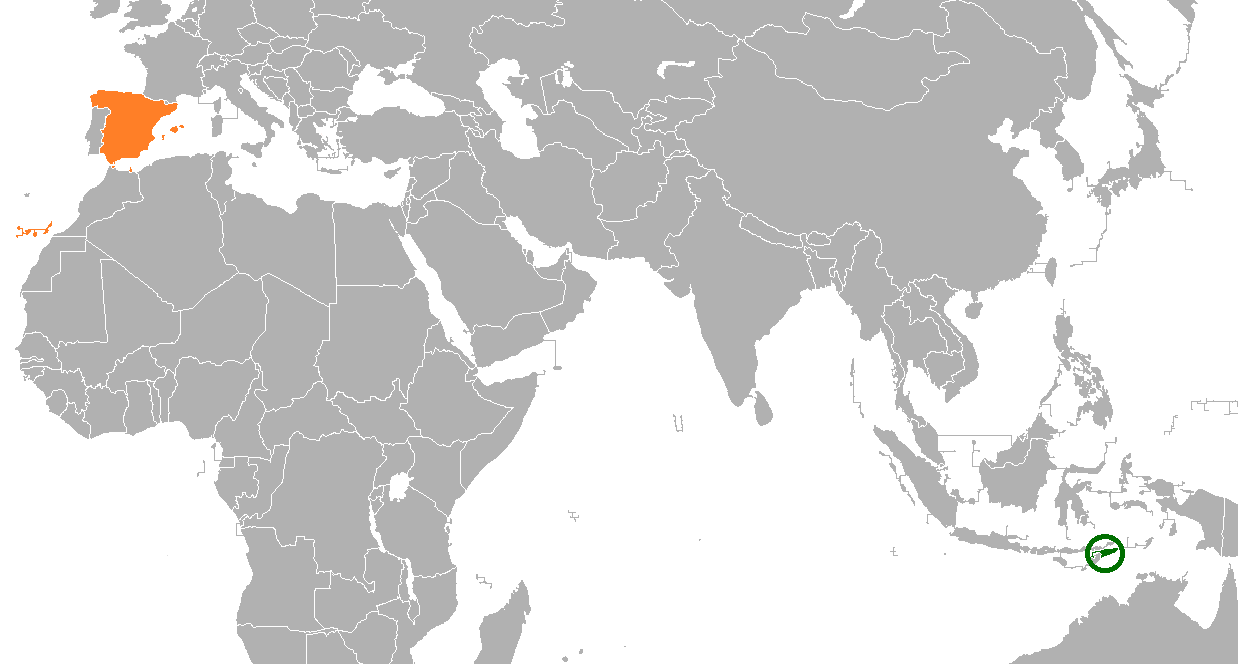
Osttimor (grün) und Spanien (orange)

Diese Liste führt die spanischen Botschafter in Osttimor auf.

## Hintergrund

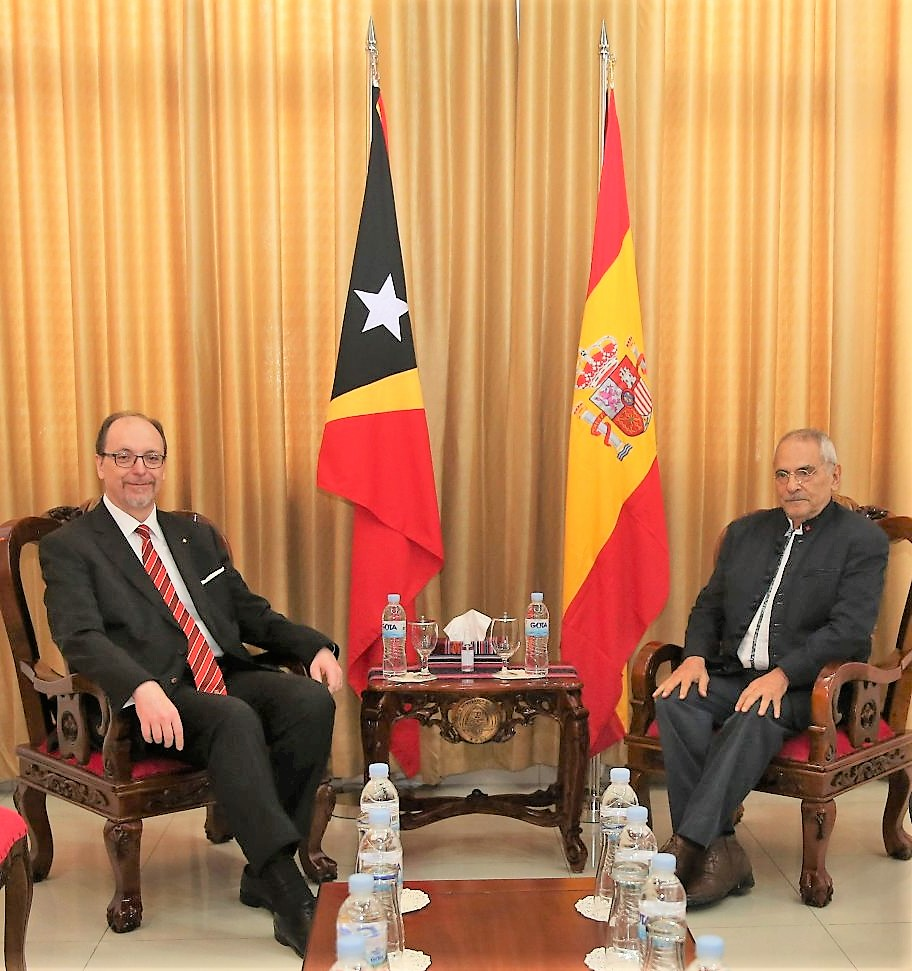
Botschafter Francisco de Asis Aguilera Aranda und Osttimors Staatspräsident Ramos-Horta

Spanien wird in Osttimor durch seinen Botschafter im indonesischen Jakarta vertreten. Außerdem hat die Agencia Española de Cooperación Internacional para el Desarrollo (AECID) seit 2006 in Dili eine Vertretung und seit 2023 hat Spanien ein Honorarkonsulat in Dili.
| Name                              | Amtszeit  | Anmerkungen                        |
| --------------------------------- | --------- | ---------------------------------- |
| Dámaso de Lario Ramírez           | 2002–2007 | Ernennung: 31. Mai 2002            |
| Aurora Bernáldez Dicenta          | 2007–2010 |                                    |
| Rafael Conde de Saro              | 2010–2014 |                                    |
| Francisco José Viqueira Niel      | 2014–2016 | Akkreditierung: 18. September 2014 |
| José Maria Matrés Manso           | 2018–2021 | Akkreditierung: 22. Februar 2018   |
| Francisco de Asis Aguilera Aranda | seit 2022 | Akkreditierung: 15. Juli 2022      |